# Karlovo údolí

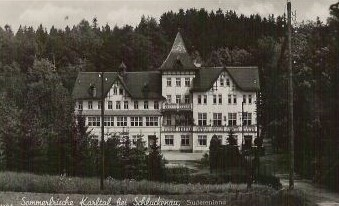
Kurhotel Karltal in den 1920er Jahren

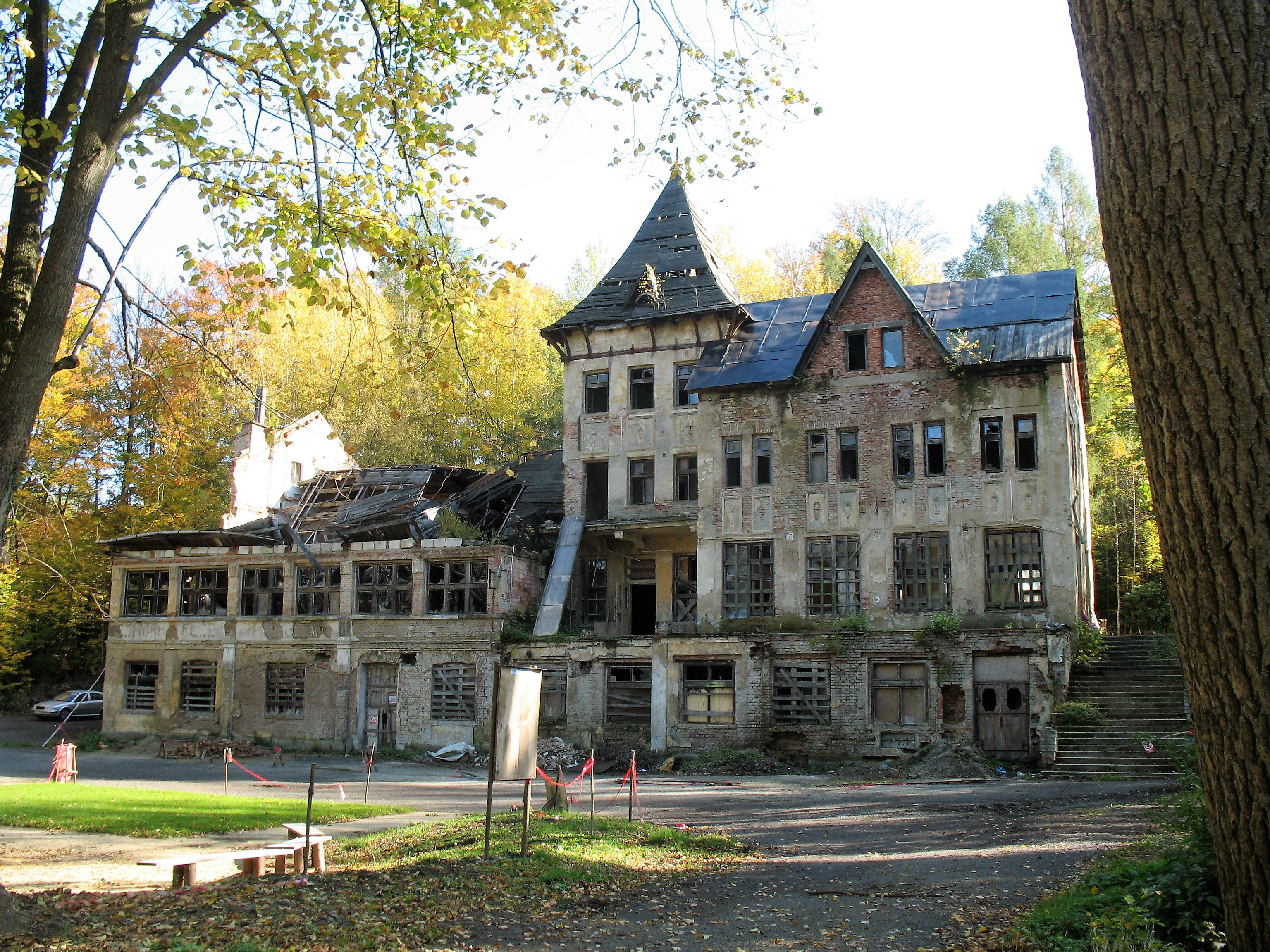
Ehemaliges Kurhotel Karlovo údolí im Oktober 2017

Karlovo údolí (deutsch Karltal, früher auch Karlthal oder Karlsthal) war ein Kurhotel, Ausflugs- und Luftkurort nahe der tschechischen Stadt Šluknov (Schluckenau) im Okres Děčín des Ústecký kraj.  Die Ansiedlung Karlovo Údolí bildet eine Grundsiedlungseinheit von Šluknov und ist Teil des Katastralbezirkes Šluknov.

## Geographie

### Geographische Lage
Karlovo údolí befindet sich im Böhmischen Niederland zwei Kilometer südöstlich von Šluknov im Lausitzer Bergland (Šluknovská pahorkatina). Die Ansiedlung liegt am nördlichen Fuß der Vlčice (Wolfsberg, 512 m n.m.) in dem vom Kunratický potok (Kunnersdorfer Bach) durchflossenen Karlovo údolí (Karltal). Im Osten und Norden führt die Bahnstrecke Rumburk–Sebnitz an Karlovo údolí vorbei, östlich der Ortschaft liegt der Haltepunkt Šluknov údolí. Südwestlich erhebt sich der Schweidrich (457 m n.m.).

### Nachbargemeinden
Nachbarorte sind Království im Nordosten, Harta im Osten, Valdek im Südosten, Nové Křečany, Panský und Brtníky im Süden, Čítkův Mlýn und Kunratice im Südwesten, Císařský im Westen sowie Křížový Vrch und Šluknov im Nordwesten.

## Geschichte
Während des Baus der neuen Bahnstrecke Rumburk–Sebnitz von 1872 bis 1873 errichtete der Bäcker und Unternehmer Karl Schütz (1829–1899) im Tal des Kunnersdorfer Baches eine Holzhütte, von der aus er die Bahnarbeiter bekochte. Nach Fertigstellung der Arbeiten begann er, stattdessen Ausflügler mit Erfrischungen zu versorgen. Durch den so erwirtschafteten Gewinn war es ihm möglich, das Tal mit Wald, Wiese und Bach zu erwerben, dem er den Namen Karltal gab.
Im Jahr 1904 begann Emil Schütz den Bau eines neuen Gebäudes mit Tanzsaal, Gästezimmern, Küche und Stallungen. Im Jahre 1910 bzw. 1911 war die Familie Schütz aus finanziellen Gründen gezwungen, Karltal der Stadt Schluckenau zu übereignen. Die Stadt begann 1913 mit dem Umbau des Gaststättengebäudes in ein mondänes Kurhotel. Der Kurbetrieb wurde bis Mitte des 20. Jahrhunderts aufrechterhalten. Nach dem Zweiten Weltkrieg wurde das Kurhotel als Betriebsferienheim genutzt. Seit der politischen Wende steht das Kurhotel leer und ist dem Verfall preisgegeben. Anfang 2017 wurde das ruinöse Kurhotel einschließlich des 2 ha großen Kurparks verkauft; die aus Chrastava stammenden neuen Besitzer begannen danach mit Rodungsarbeiten zur Wiederherstellung der Kurparks. Beabsichtigt ist die Sanierung des Kurhotels und Revitalisierung des Kurortes.